# Bitwa pod Chorą
Bitwa pod Chorą – bitwa stoczona w dniach 15–19 czerwca 2007 roku w prowincji Oruzgan pod miejscowością Chora. Walka toczyła się między siłami ISAF: Stany Zjednoczone, Holandia, Australia i wspomagającą milicją afgańską, a talibami.

## Bitwa
W piątek wieczorem 15 czerwca odbyła się wymiana ognia w okolicach Chory. Przed południem tego dnia holenderski konwój w Tarin Kowt został zaatakowany przez zamachowca-samobójcę. Zabity został wówczas jeden holenderski żołnierz – Timo Smeehuijzen i kilku afgańskich cywilów.

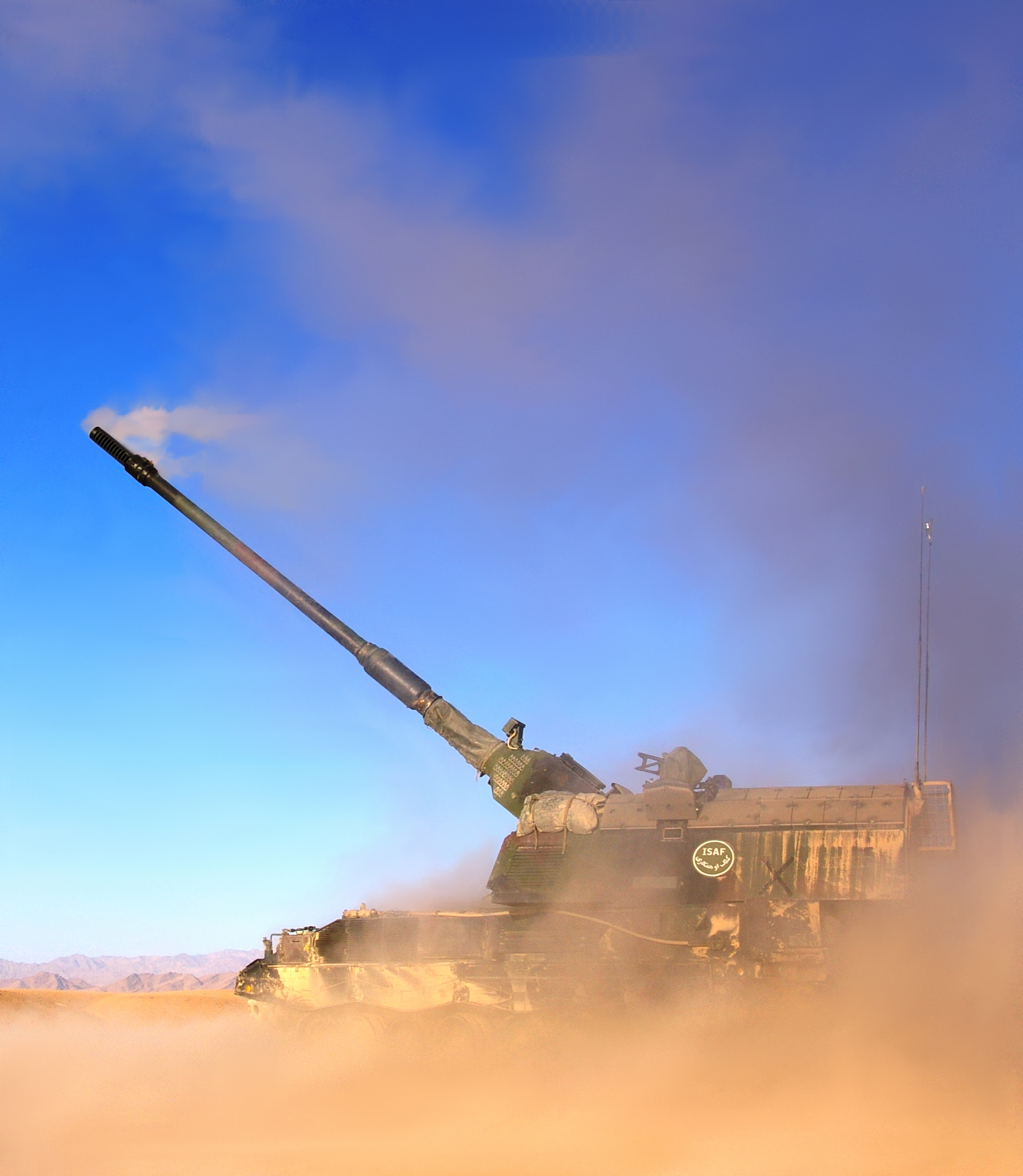
Panzerhaubitze 2000 na wyposażeniu Holendrów podczas bitwy

16 czerwca nastąpiła eskalacja walk pod Chorą. Na początku wojska koalicji pojmały kilku talibów. Później siły powietrzne ISAF zaatakowały talibów i członków Al-Kaidy, którzy w chwili bombardowania znajdowali się w kryjówkach. Również w sobotę 16 czerwca Staff Sergeant Roy P. Lewsader został zabity, gdy jego pojazd został uderzony przez pocisk z granatnika w Tarin Kowt.
W niedzielę 17 czerwca i w poniedziałek 18 czerwca przybyły posiłki składające się z holenderskich żołnierzy. Oddziały armii Holandii zwiększono o 500 żołnierzy. Również o 50 żołnierzy afgańskiej armii i kilka helikopterów Chinook powiększyły się siły koalicji. W międzyczasie talibowie uzyskali kontrolę nad większością obszarów mieszkalnych. Wtedy cywilów zmuszono do walki z armią ISAF, gdyż w przeciwnym razie czekała ich egzekucja. Talibowie używali również jako schronienia domów ludności cywilnej. W niektórych domach nadal pozostawali cywile, ponadto samoloty NATO nasiliły ataki z powietrza, powodując wiele ofiar cywilnych. W ciągłej walce zginęło także wielu bojowników talibskich. W tym samym czasie sześć holenderskich helikopterów zostało rozmieszczonych w powietrzu, by atakowały cele naziemne piechoty talibskiej. W nocy z niedzieli 17 czerwca na poniedziałek 18 czerwca, podczas ładowania moździerza 81-mm eksplodował pocisk, zabijając holenderskiego sierżanta Jos Leunissena i raniąc trzech innych żołnierzy.
O 9:30 NATO wycofało wsparcie lotnictwa w walce pod Chorą, ale zostało ono przywrócone o 09:40.
O 10:00 holenderscy i afgańscy żołnierze, wraz z milicją, rozpoczęli operację militarną o nazwie „Operacja Troy”, która na celu miała wyprzeć i zniszczyć pozycje talibów w mieście Chora i okolicach. W godzinach popołudniowych NATO ogłosiło zwycięstwo, kiedy to talibowie stracili trzy punkty kontrolne w mieście i się wycofali, nie podejmując kolejnych ataków.